# Горбове (Звягельський район)
Го́рбове (раніше також Горбів, Горбово) — село в Україні, у Ємільчинській селищній територіальній громаді Звягельського району Житомирської області. Чисельність населення становить 487 осіб (2001). У 1925—63 роках — адміністративний центр колишньої однойменної сільської ради.

## Населення
Наприкінці 19 століття в селі налічувалося 359 мешканців, дворів — 60, у 1906 році — 390 мешканців, дворів — 64, у 1923 році — 661 мешканець, дворів — 134.
Відповідно до результатів перепису населення СРСР, кількість населення станом на 12 січня 1989 року становила 490 осіб. Станом на 5 грудня 2001 року, відповідно до перепису населення України, кількість мешканців села становила 487 осіб.

## Історія
Біля села виявлено залишки поселення доби неоліту.
У другій половині 19 століття — село Емільчинської волості Новоград-Волинського повіту Волинської губернії. Належало до Емільчинського ключа, власність Уварових. 56 душ селян володіли 406 десятинами землі.
Наприкінці 19 століття — село Емільчинської волості Новоград-Волинського повіту Волинської губернії, за 48 верст від Новограда-Волинського, за 7 верст від Емільчина. Належало до православної парафії в Емільчині.
У 1906 році — сільце Емільчинської волості (2-го стану) Новоград-Волинського повіту Волинської губернії. Відстань до повітового центру м. Новоград-Волинський становила 48 верст, до волосного центру містечка Емільчин — 9 верст. Поштове відділення — міст. Емільчин.
У 1923 році включене до складу новоствореної Чмілівської сільської ради, яка 7 березня 1923 року увійшла до складу новоутвореного Емільчинського (згодом Ємільчинський) району Коростенської округи. Розміщувалося за 8 верст від районного центру міст. Емільчин та за 3,75 версти від центру сільської ради слободи Чміль. 21 жовтня 1925 року в селі створено окрему Горбівську сільську раду Ємільчинського району. 20 травня 1963 року, відповідно до рішення Житомирського облвиконкому № 241 «Про зміни в адміністративно-територіальному поділі Малинського та Ємільчинського районів», Горбівську сільську раду ліквідовано, село підпорядковане Ємільчинській селищній раді Ємільчинського району Житомирської області.
29 березня 2017 року увійшло до складу новоствореної Ємільчинської селищної територіальної громади Ємільчинського району Житомирської області. Від 19 липня 2020 року, разом з громадою, у складі новоствореного Новоград-Волинського (згодом — Звягельський) району Житомирської області.

## Відомі люди
- Демченко Валерій Леонідович (нар. 1983) — український вчений, доктор хімічних наук, лауреат Державної премії України в галузі науки і техніки (2019).
- Палько Василь Миколайович (нар. 1977) — старший сержант Збройних сил України, учасник російсько-української війни.